# Tassa di effetto equivalente
La tassa di effetto equivalente a un dazio doganale è un onere pecuniario direttamente o indirettamente collegato all'importazione o all'esportazione di un prodotto, anche se imposto in un momento diverso. In altri termini, si tratta di un onere pecuniario che, pur non essendo un dazio doganale, comporta gli stessi effetti restrittivi sugli scambi, in quanto imposto in ragione della circostanza che il prodotto ha varcato il confine di uno Stato membro dell'Unione europea e tale da elevarne il costo.
In base all'articolo 30 del Trattato sul funzionamento dell'Unione europea l'applicazione di tali oneri, come quella dei dazi doganali all'importazione o all'esportazione, è vietata tra gli Stati membri.